# Dendrobium fellowsii
Dendrobium fellowsii är en orkidéart som beskrevs av Ferdinand von Mueller. Dendrobium fellowsii ingår i släktet Dendrobium, och familjen orkidéer.
Artens utbredningsområde är Queensland. Inga underarter finns listade i Catalogue of Life.